# Markus-Stiftung

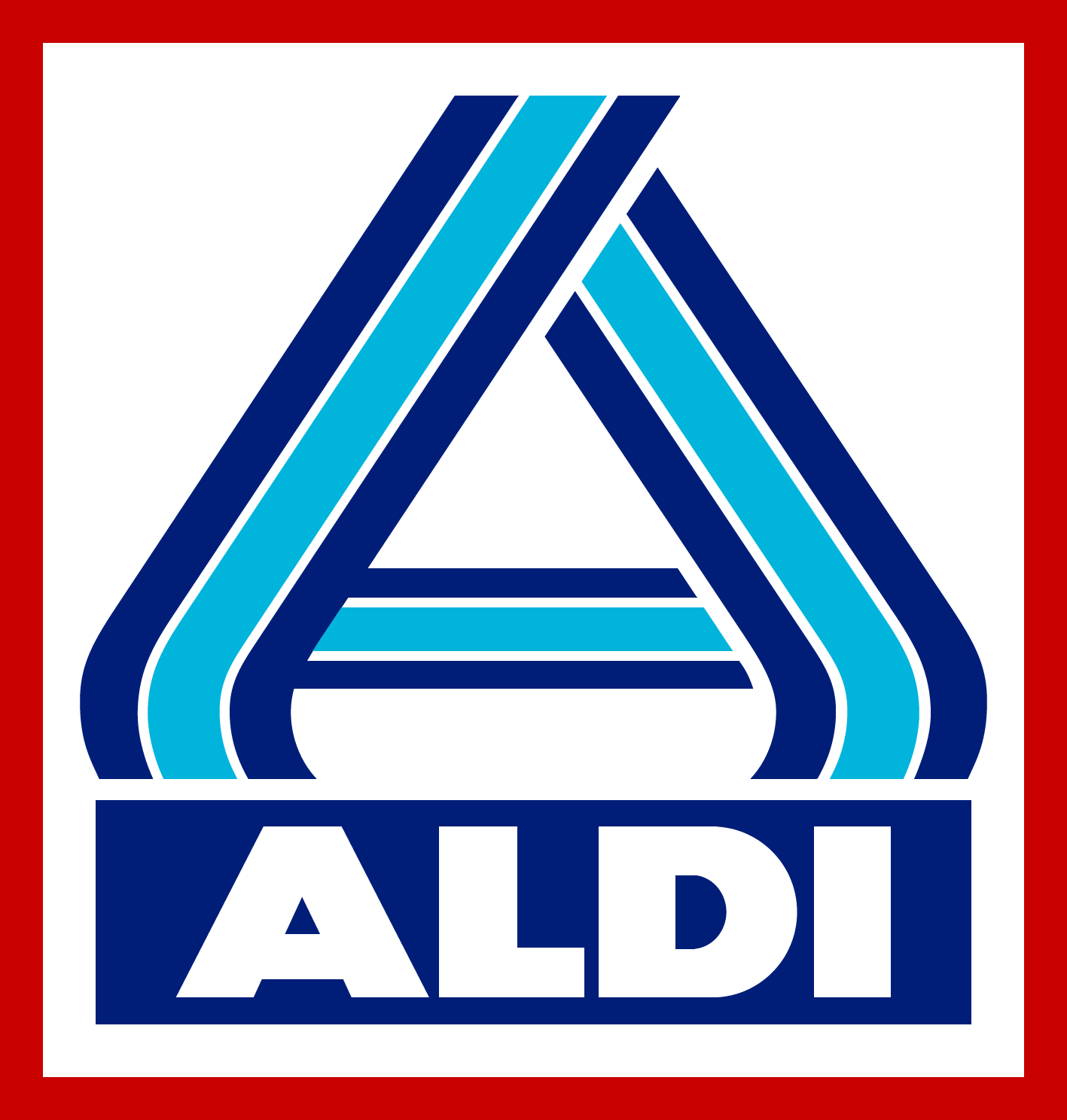
Logo von ALDI Nord

Logo von Trader Joe’s

Die Markus-Stiftung ist eine Familienstiftung zur Verwaltung des Gesamtvermögens von Aldi Nord und Trader Joe’s. Die Stiftung wurde 1973 von Theo Albrecht als Stiftung des bürgerlichen Rechts gegründet. Sie hat ihren Sitz in Nortorf im schleswig-holsteinischen Kreis Rendsburg-Eckernförde. Die Markus-Stiftung ist mit einem Anteil von 100 % Eigentümer von Trader Joe’s und mit 61 % Mehrheitsgesellschafter von Aldi-Nord. Die restlichen 39 % von Aldi-Nord werden zu gleichen Anteilen (jeweils 19,5 %) von der Lukas-Stiftung und Jakobus-Stiftung gehalten. Diese beiden Stiftungen stehen unter der Kontrolle von Mitgliedern der Familie Theo Albrecht junior und Babette Albrecht.

## Stiftungszweck
Der Stiftungszweck ist: „einmalige oder laufende Zuwendungen an die Destinatäre vorzunehmen sowie die von dem Stifter aufgebaute Unternehmensgruppe zu erhalten, zu fördern und auszubauen.“ Die Stiftung hält das Gesamtvermögen und das Markenrecht an Aldi Nord. Zum Gesamtvermögen von Aldi Nord zählen unter anderem:
- die Konzernzentrale von Aldi Nord in Essen
- 57 rechtlich selbständige Aldi-Nord-Regionalgesellschaften in aktuell 8 europäischen Ländern
- das Immobilienvermögen der ca. 5300 Aldi-Nord-Filialen europaweit[4]

## Vorstand
Dem Vorstand gehörte bis zu ihrem Tod im November 2018 die Witwe des Stifters, Cäcilie Albrecht (Vorsitzende), an. Ebenso ist ihr Sohn Theo Albrecht junior (stellv. Vorsitzender) Mitglied. Ferner gehört dem Vorstand auch der langjährige Familienanwalt Emil Huber an. Der Vorstand war bis zu seiner Auflösung Ende 2023 Kontrollgremium für den Verwaltungsrat, der Aldi Nord geschäftsführend leitete (Stand April 2015).